# 楊何
楊何（？—？），西汉学者，菑川人。

## 生平
齐人田何（字子庄）或东武人王同（字子仲）传授给他《易经》。太史公司馬談曾向楊何受學《易經》。楊何以《易经》，在元光元年被徵为官，官至中大夫。
当时，齐人即墨成以易至城阳相，广川人孟但以易为太子门大夫，鲁人周霸，莒人衡胡，临菑人主父偃，都以易至二千石。

## 延伸阅读
[在维基数据编辑]
 《史記/卷121》，出自司馬遷《史記》